# Katolická akce (státní)

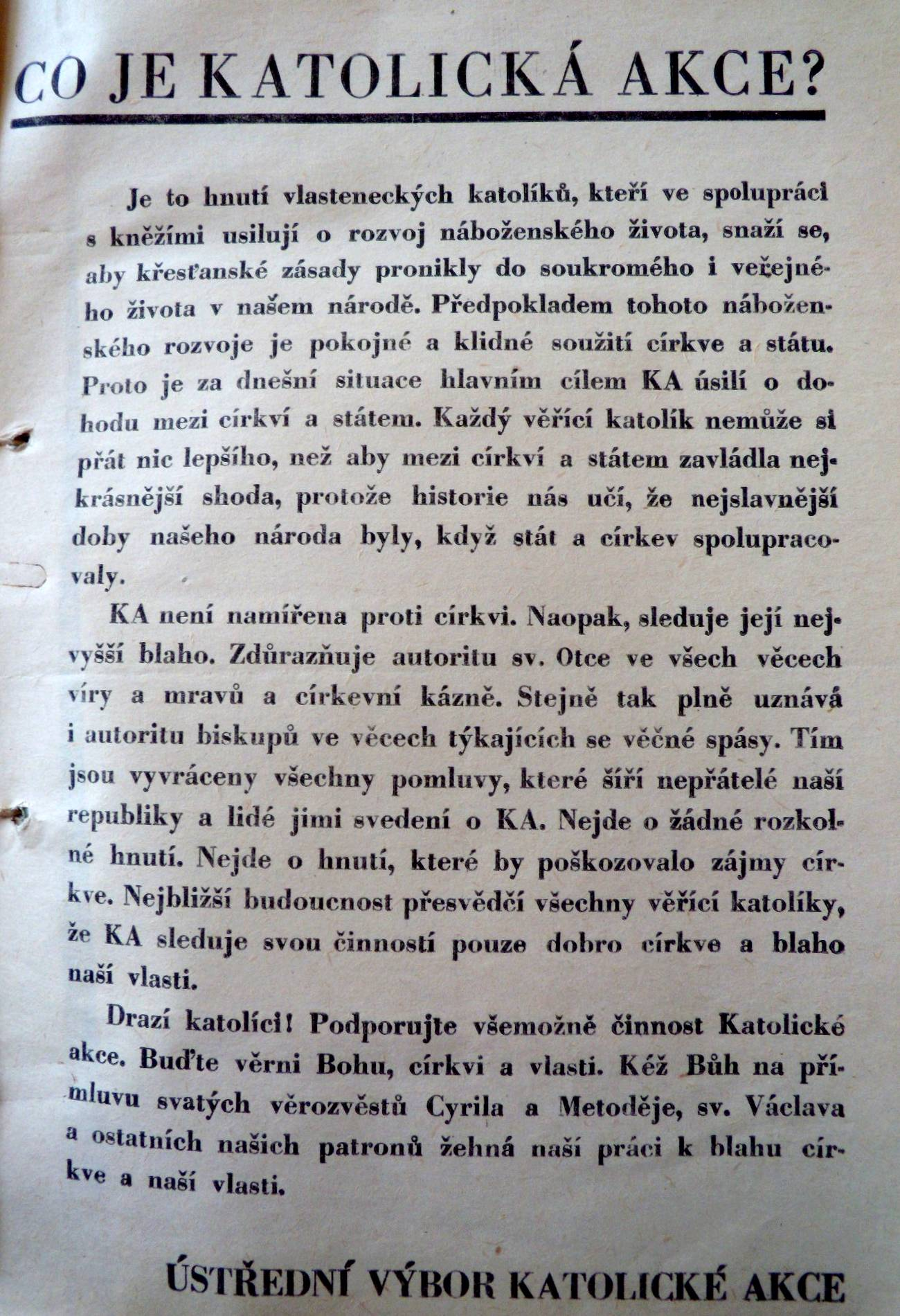
Leták Katolické akce z roku 1949

Tzv. Katolická akce byla státem řízená organizace založená dne 10. června 1949 z popudu představitelů KSČ za pomoci tzv. vlasteneckých kněží jako byli Bohuslav Černocký a Josef Plojhar. Její vedení se usídlilo v budovách krátce předtím násilně zabraných skutečné Katolické akci. Jelikož se nejednalo o skutečnou Katolickou akci, kterou pouze napodobovala, je často v odborné i beletristické literatuře uváděna v uvozovkách nebo s přídomkem "tak zvaná".

## Počátek Katolické akce
Účelem této Katolické akce (KA) mělo být získání podpory pro novou dohodu mezi československým státem a katolickou církví (Vatikánem); rozumí se dohodu, která by vyhovovala komunistickému režimu a z katolické církve by udělala národní církev, méně závislou na Vatikánu a více závislou na státu. Protože nejvyšší představitelé církve takovou dohodu z pochopitelných důvodů odmítali, měli to být právě „vlastenečtí kněží“, kteří by s širokou podporou „pokrokových věřících“ manifestovali většinový názor v církvi a tak donutili arcibiskupa Berana na smlouvu přistoupit.
Ustavující schůze Ústředního výboru Katolické akce se zúčastnilo přibližně 70 duchovních a dalších více než 2000 ji údajně podporovalo. Původně měli stát „vlastenečtí kněží“ také v nejvyšším tříčlenném vedení Katolické akce, ale ve snaze o zvýšení důvěryhodnosti nové organizace a nezavdání dalších příčin k exkomunikaci komunistickému režimu oddaných kněží (někteří již byli oficiálně exkomunikováni, jako např. Josef Plojhar), byli nakonec do jejího čela dosazeni laici. Předsedou se stal manžel spisovatelky Marie Pujmanové, Ferdinand Pujman. Také v čele většiny krajských a okresních výborů Katolické akce stáli komunisté – koncem 40. let byla zejména na Moravě většina komunistů stále ještě příslušníky katolické církve. Získáváním podpory pro Katolickou akci mezi nekomunistickými věřícími (např. sbíráním podpisů, pořádáním souhlasných manifestací, získáváním členů do výborů KA atd.) byla pověřena zejména lidová strana, přestože nejvýše postavený lidovecký kněz (Josef Plojhar) nakonec do vedení KA jmenován nebyl.

## Výsledek Katolické akce
Akce skončila naprostým fiaskem. Biskupové v čele arcibiskupem Beranem zareagovali velice ostře a odmítli novou katolickou akci v pastýřském listě Hlas biskupů a ordinářů věřícím v hodině velké zkoušky. Vzápětí poté se do celé věci zapojil i Svatý stolec, když výnosem z 20. června mimo jiné exkomunikoval všechny, kteří tuto tzv. „Katolickou akci“ podporovali nebo do ní vstoupili.
Nižší organizace KA se nedařilo zakládat, pokud vznikly, tak často pouze za pomoci „katolíků“, kteří v nich přijali funkci jakožto „stranický úkol“ a od celé věci se pod hrozbou církevních trestů distancovali i mnozí „vlastenečtí kněží“. Navíc postupně vycházelo najevo, že mnohé údajné podpisy na podporu Katolické akce patří kněžím i laikům, kteří s akcí nesouhlasili, nebo byly vylákány různými podvodnými praktikami. To celou akci ještě více zdiskreditovalo.
Akce navíc vyvolala rozkol v „obrozené“ lidové straně, kterou se po únorových čistkách jen s potížemi podařilo počátkem roku 1949 obnovit i na nižších úrovních. Například ostravské krajské vedení ČSL se od Katolické akce od počátku distancovalo a v jiných krajích se některé nedávno ustavené místní organizace strany na protest proti podpoře KA samy rozpustily.
Avšak také vláda reagovala na tuto situaci tvrdými protiopatřeními – exkomunikace prohlásila za nezákonné a kněží, kteří četli v kostelech zakázané pastýřské listy nebo „neplnili své povinnosti“ (např. odmítali udělit svátosti věřícím komunistům) byli vystaveni tvrdým postihům, včetně několikaletého vězení. Na jaře roku 1950 ovšem vedení KSČ muselo konstatovat mizivou podporu Katolické akci mezi věřícími a organizace byla tiše rozpuštěna.